# Alchemilla rotundifolia
Alchemilla rotundifolia é uma espécie de rosácea do gênero Alchemilla, pertencente à família Rosaceae.